# Courbouzon (Loir i Cher)
Courbouzon és un municipi francès, situat al departament del Loir i Cher i a la regió de Centre – Vall del Loira. L'any 2007 tenia 470 habitants.

## Demografia

### Població
El 2007 la població de fet de Courbouzon era de 470 persones. Hi havia 183 famílies, de les quals 50 eren unipersonals (25 homes vivint sols i 25 dones vivint soles), 50 parelles sense fills, 75 parelles amb fills i 8 famílies monoparentals amb fills.
La població ha evolucionat segons el següent gràfic:
Habitants censats

### Habitatges
El 2007 hi havia 221 habitatges, 185 eren l'habitatge principal de la família, 23 eren segones residències i 13 estaven desocupats. 214 eren cases i 6 eren apartaments. Dels 185 habitatges principals, 157 estaven ocupats pels seus propietaris, 27 estaven llogats i ocupats pels llogaters i 1 estava cedit a títol gratuït; 8 tenien dues cambres, 35 en tenien tres, 47 en tenien quatre i 95 en tenien cinc o més. 153 habitatges disposaven pel capbaix d'una plaça de pàrquing. A 75 habitatges hi havia un automòbil i a 100 n'hi havia dos o més.

### Piràmide de població
La piràmide de població per edats i sexe el 2009 era:
| Homes | Edats   | Dones |
| ----- | ------- | ----- |
| 0     | 95 o +  | 0     |
| 0     | 90 a 94 | 0     |
| 4     | 85 a 89 | 0     |
| 4     | 80 a 84 | 4     |
| 12    | 75 a 79 | 24    |
| 12    | 70 a 74 | 16    |
| 4     | 65 a 69 | 4     |
| 0     | 60 a 64 | 8     |
| 4     | 55 a 59 | 0     |
| 8     | 50 a 54 | 16    |
| 12    | 45 a 49 | 4     |
| 16    | 40 a 44 | 20    |
| 24    | 35 a 39 | 24    |
| 16    | 30 a 34 | 16    |
| 12    | 25 a 29 | 20    |
| 16    | 20 a 24 | 0     |
| 8     | 15 a 19 | 8     |
| 20    | 10 a 14 | 4     |
| 16    | 5 a 9   | 8     |
| 20    | 0 a 4   | 20    |

## Economia
El 2007 la població en edat de treballar era de 283 persones, 229 eren actives i 54 eren inactives. De les 229 persones actives 219 estaven ocupades (117 homes i 102 dones) i 9 estaven aturades (2 homes i 7 dones). De les 54 persones inactives 21 estaven jubilades, 22 estaven estudiant i 11 estaven classificades com a «altres inactius».

### Ingressos
El 2009 a Courbouzon hi havia 182 unitats fiscals que integraven 455,5 persones, la mediana anual d'ingressos fiscals per persona era de 19.243 €.

### Activitats econòmiques
Dels 15 establiments que hi havia el 2007, 1 era d'una empresa de fabricació d'elements pel transport, 2 d'empreses de fabricació d'altres productes industrials, 5 d'empreses de construcció, 1 d'una empresa de comerç i reparació d'automòbils, 1 d'una empresa de transport, 1 d'una empresa financera, 3 d'empreses immobiliàries i 1 d'una empresa de serveis.
Dels 4 establiments de servei als particulars que hi havia el 2009, 1 era un taller de reparació d'automòbils i de material agrícola, 1 paleta, 1 fusteria i 1 lampisteria.
L'any 2000 a Courbouzon hi havia 5 explotacions agrícoles que ocupaven un total de 790 hectàrees.

## Poblacions més properes
El següent diagrama mostra les poblacions més properes.